# 豊里村 (千葉県)
豊里村（とよさとむら）とは、千葉県香取郡にかつて存在した村である。
成田線下総豊里駅、銚子市立豊里小学校や、合併後に新設された地名「豊里台」などにその名をとどめる。

## 地理
- 現在の銚子市の北西部に位置する。
- 利根川の西岸に位置する。
- 村域は台地と平地が入り組んだ谷戸の地形が多い。

## 歴史

### 沿革
- 1889年（明治22年）4月1日 - 町村制施行に伴い、下桜井村、富川村、下森戸村、諸持村、宮原村、東笹本村が合併して発足。
- 1933年（昭和8年）3月11日 - 国鉄成田線の笹川駅 - 松岸駅間の開業にともない下総豊里駅が開業。
- 1955年（昭和30年）2月11日 - 豊里村は銚子市に編入。同日豊里村廃止。

変遷表
| 1868年 以前 | 1868年 以前 | 明治22年 4月1日 | 昭和30年 2月11日 | 現在   |
| ----------- | ----------- | --------------- | ---------------- | ------ |
|             | 下桜井村    | 豊里村          | 銚子市 に編入    | 銚子市 |
|             | 富川村      | 豊里村          | 銚子市 に編入    | 銚子市 |
|             | 下森戸村    | 豊里村          | 銚子市 に編入    | 銚子市 |
|             | 諸持村      | 豊里村          | 銚子市 に編入    | 銚子市 |
|             | 宮原村      | 豊里村          | 銚子市 に編入    | 銚子市 |
|             | 東笹本村    | 豊里村          | 銚子市 に編入    | 銚子市 |

## 人口
総数 [単位： 人]
| 1891年（明治24年） | 2,101 |
| 1908年（明治41年） | 2,272 |
| 1920年（大正 9年） | 2,553 |
| 1950年（昭和25年） | 3,808 |

## 交通

### 鉄道
- 日本国有鉄道（ → 東日本旅客鉄道）
  - ■成田線
    - 下総豊里駅